# Short Stories
Short Stories is het eerste album dat verscheen onder de naam van het duo Jon & Vangelis. Dat duo leerde elkaar al kennen tijdens de opnamen van Heaven and Hell van Vangelis waarbij Jon Anderson een deel van de zangpartij voor zijn rekening nam. Later zou Anderson aan Vangelis vragen om de plaats van Rick Wakeman in Yes over te nemen. Vangelis houdt niet van toeren en vandaar dat Yes uiteindelijk koos voor Patrick Moraz. Anderson zong vervolgens op See You Later in Suffocation en het titelstuk. In 1980 kwam dit album uit met single I Hear You Now. Het album is opgenomen in de Nemo Studio van Vangelis zelf.
Het album haalde in Nederland de eerste plaats in de Album Top 100 op 1 maart 1980 en handhaafde die positie op 8 en 15 maart.

## Musici
- Vangelis – toetsinstrumenten;
- Jon Anderson – zang
- Raphael Preston – akoestische gitaar op (4); tevens geluidstechnicus

## Tracklist
Alle titels door Jon en Vangelis

| Nr. | Titel                                                | Duur |
| --- | ---------------------------------------------------- | ---- |
| 1.  | Curious electric (met verwijzing naar short stories) | 6:40 |
| 2.  | Each and Everyday / Bird Song                        | 5:07 |
| 3.  | I Hear You Now                                       | 5:11 |
| 4.  | The Road                                             | 4:31 |
| 5.  | Far Away in Baagad                                   | 8:02 |
| 6.  | Love Is / One More Time                              | 6:17 |
| 7.  | Thunder                                              | 2:13 |
| 8.  | A Play within a Play                                 | 7:02 |

Bij de eerste persing van de cd wist men nog niet goed raad met de nummers met twee titels. Volgens de hoes heeft de compact disc tien titels; volgens de weergave maar acht.